# Myrmarachne marshalli
Myrmarachne marshalli är en spindelart som beskrevs av Peckham, Peckham 1903. Myrmarachne marshalli ingår i släktet Myrmarachne och familjen hoppspindlar. Inga underarter finns listade i Catalogue of Life.